# Губка Боб Квадратні Штани (сезон 14)
Чотирнадцятий сезон мультсеріалу «Губка Боб Квадратні Штани» транслювався у США на телеканалі «Nickelodeon» з 2 листопада 2023 до  2 грудня 2024 року. Мультсеріал продовжено на 14 сезон 24 березня 2022 року.
Спочатку повідомлялося, що сезон складатиметься з 26 епізодів. Однак, восени 2024 року стало відомо, що кількість серій скоротили до 13.

## Список серій
| № серії (загалом) | № серії (в сезоні) | Назва серії                                                   | Режисер(и)                   | Сценарист(и)             | Оригінальна дата показу | Код серії                           | Глядачів у США (млн) |
| --- | ------------------ | ------------------------------------------------------------- | ---------------------------- | ------------------------ | ----------------------- | ----------------------------------- | -------------------- |
| 294a | 1a                 | «Single-Celled Defense» «Уроки самозахисту»                   | Мішель Браян                 | Денні Джованніні         | 2 листопада 2023        | 325-1401                            | 0,19                 |
| Коли Планктону набридло, що на нього наступають, він вчиться самозахисту від Сенді.                                                                     |                    |                                                               |                              |                          |                         |                                     |                      |
| 294b | 1b                 | «Buff for Puff» «Усе для Булочки»                             | Мішель Браян                 | Ендрю Гудман             | 20 листопада 2023       | 325-1402                            | 0,14                 |
| Містер Крабс виходить зі своєї мушлі та йде до спортзалу після того, як Ларрі показує йому на пляжі.                                                    |                    |                                                               |                              |                          |                         |                                     |                      |
| 295a | 2a                 | «We ♥ Hoops» «Ми любимо Хупса»                                | Ендрю Овертум                | Каз Прапуоленіс          | 21 листопада 2023       | 325-1403                            | 0,15                 |
| Губка Боб і Патрік дізнаються, що їхній улюблений старигань — насправді їхній знайомий.                                                                 |                    |                                                               |                              |                          |                         |                                     |                      |
| 295b | 2b                 | «SpongeChovy» «Анчоус Боб»                                    | Мішель Браян                 | Даг Лоуренс              | 22 листопада 2023       | 325-1404                            | 0,14                 |
| Під час вторгнення штучних чаві, всі в Бікіні Боттом раптово починають мікати.                                                                          |                    |                                                               |                              |                          |                         |                                     |                      |
| 296a | 3a                 | «BassWard» «Бульбвард»                                        | TBA                          | Майк Белл                | 23 листопада 2023       | 325-1405                            | 0,17                 |
| Сквідвард і Бабл Басс змушені терпіти один одного під час подорожі до Джетсам-Сіті.                                                                     |                    |                                                               |                              |                          |                         |                                     |                      |
| 296b | 3b                 | «Squidiot Box» «Сквідовізор»                                  | Ендрю Овертум                | Люк Брукшир              | 12 лютого 2024          | 325-1407                            | 0,2                  |
| Сквідвард здійснює подорож у скриньку уяви та змушений покластися на креативність Губки Боба та Патріка, щоб втекти.                                    |                    |                                                               |                              |                          |                         |                                     |                      |
| 297a | 4a                 | «Blood is Thicker Than Grease» «Рідна кров»                   | Мішель Браян                 | Люк Брукшир              | 21 лютого 2024          | 325-1406                            | Буде оголошено       |
| Сім'я Планктона відкриває власний ресторан… прямо біля «Помийного відра».                                                                               |                    |                                                               |                              |                          |                         |                                     |                      |
| 297b | 4b                 | «Don't Make Me Laugh» «Не смішіть мене»                       | TBA                          | Даг Лоуренс              | 12 лютого 2024          | 325-1408                            | 0,2                  |
| Губка Боб раптом вважає все смішним, до загального роздратування.                                                                                       |                    |                                                               |                              |                          |                         |                                     |                      |
| 298a | 5a                 | «Momageddon» «Мамагедон»                                      | Ендрю Овертум                | Майкл Белл               | 14 лютого 2024          | 325-1409                            | 0,18                 |
| Команда «Красті Крабс» стають ледачими, коли їхні мами захоплюють ресторан.                                                                             |                    |                                                               |                              |                          |                         |                                     |                      |
| 298b | 5b                 | «Pet the Rock» «Камінь-вихованець»                            | Мішель Браян                 | Денні Джованніні         | 14 лютого 2024          | 325-1410                            | 0,18                 |
| Новий домашній камінь Патріка привертає увагу пустотливого колекціонера каміння.                                                                        |                    |                                                               |                              |                          |                         |                                     |                      |
| 299a | 6a                 | «Tango Tangle» «Тангова плутанина»                            | Мішель Браян                 | Майкл Белл               | 20 лютого 2024          | 325-1412                            | 0,16                 |
| Планктон і Карен беруть уроки танців і швидко стають лідерами класу.                                                                                    |                    |                                                               |                              |                          |                         |                                     |                      |
| 299b | 6b                 | «Necro-Nom-Nom-Nomicon» «Некро-ням-ням-нямікон»               | Ендрю Овертум                | Люк Брукшир              | 26 лютого 2024          | 325-1411                            | 0,17                 |
| Оснащений магічною книгою заклинань, Губка Боб готує хаос на кухні «Красті Крабс».                                                                      |                    |                                                               |                              |                          |                         |                                     |                      |
| 300a | 7a                 | «PL-1413» «ПЛ-1413»                                           | Мішель Браян                 | Денні Джованніні         | 15 липня 2024           | 325-1413                            | Буде оголошено       |
| Планктон подорожує на дві тисячі років у майбутнє і знаходить кілька незнайомих облич.                                                                  |                    |                                                               |                              |                          |                         |                                     |                      |
| 300b | 7b                 | «In the Mood to Feud» «Ворожий настрій»                       | TBA                          | Каз Прапуоленіс          | 16 липня 2024           | 325-1414                            | Буде оголошено       |
| Губка Боб, Патрік і Сенді опиняються в центрі давньої ворожнечі між нарвалами та планктонами.                                                           |                    |                                                               |                              |                          |                         |                                     |                      |
| 301a | 8a                 | «Mooned!» «Місячна медузоловля»                               | Ендрю Овертум                | Ендрю Гудман             | 17 липня 2024           | 325-1415                            | Буде оголошено       |
| Губка Боб хоче зловити надзвичайно рідкісну медузу і заручається допомогою Кевіна, колишнього чемпіона з лову медуз.                                    |                    |                                                               |                              |                          |                         |                                     |                      |
| 301b | 8b                 | «Hysterical History» «Істерична історія»                      | Мішель Браян                 | Денні Джованніні         | 18 липня 2024           | 325-1416                            | Буде оголошено       |
| Під час подорожі до музею Губка Боб і Патрік навчають Сенді всьому про захоплюючу, але сумнівну історію Бікіні Боттом.                                  |                    |                                                               |                              |                          |                         |                                     |                      |
| 302—303 | 9—10               | «Kreepaway Kamp» «Моторошний табір»                           | Ендрю Овертум і Мішель Браян | Боббі Ґейлор і Майк Белл | 10 жовтня 2024          | 325-1417 325-1418 325-1419 325-1420 | Буде оголошено       |
| Під час зустрічі в таборі «Корал» Губку Боба та його банду переслідує таємнича фігура, яка ховається в тіні, а туристи починають зникати один за одним… |                    |                                                               |                              |                          |                         |                                     |                      |
| 304 | 11                 | «Snow Yellow and the Seven Jellies» «Жовтосніжок»             | Мішель Браян і Ендрю Овертум | TBA                      | 11 листопада 2024       | 325-1421 325-1422                   | Буде оголошено       |
| Коли Жовтосніжка (Губку Боба) вважають «найквадратнішим з усіх», зла королева Карен прагне претендувати на це титул будь-якими способами…               |                    |                                                               |                              |                          |                         |                                     |                      |
| 305a | 12a                | «The Dirty Bubble Bass» «Брудний Бульбашка»                   | TBA                          | Люк Брукшир              | 22 липня 2024           | 325-1423                            | Буде оголошено       |
| Бабл Басс і Брудна Бульбашка об'єднуються, щоб стати найогіднішою негідною неприємністю Бікіні Боттом.                                                  |                    |                                                               |                              |                          |                         |                                     |                      |
| 305b | 12b                | «Sheldon SquarePants» «Шелдон Квадратні Штани»                | TBA                          | Ендрю Гудман             | 23 липня 2024           | 325-1424                            | Буде оголошено       |
| Планктон приєднується до родини Квадратних Штанів з надією зблизитися з Губкою Бобом (і секретною формулою).                                            |                    |                                                               |                              |                          |                         |                                     |                      |
| 306 | 13                 | «Sandy's Country Christmas» «Губка Боб і Кантрі-Різдво Сенді» | TBA                          | Денні Джованніні         | 2 грудня 2024           | 325-1425 325-1426                   | Буде оголошено       |
| Коли один із експериментів Сенді не вдається, родина Чиксів об'єднується, щоб врятувати Різдво в Бікіні Боттом…                                         |                    |                                                               |                              |                          |                         |                                     |                      |

## Показ в Україні
В Україні прем'єрний показ сезону здійснював телеканал «Nickelodeon Ukraine» з 29 квітня до 2 грудня 2024 року.
| №       | Назва серії                       | Показ в Україні   |
| ------- | --------------------------------- | ----------------- |
| 294     | Single-Celled Defense             | 29 квітня 2024    |
| 294     | Buff for Puff                     | 30 квітня 2024    |
| 295     | We Heart Hoops                    | 1 травня 2024     |
| 295     | SpongeChovy                       | 2 травня 2024     |
| 296     | BassWard                          | 22 липня 2024     |
| 296     | Squidiot Box                      | 23 липня 2024     |
| 297     | Blood is Thicker Than Grease      | 24 липня 2024     |
| 297     | Don't Make Me Laugh               | 25 липня 2024     |
| 298     | Momageddon                        | 6 травня 2024     |
| 298     | Pet the Rock                      | 7 травня 2024     |
| 299     | Tango Tangle                      | 8 травня 2024     |
| 299     | Necro-Nom-Nom-Nomicon             | 9 травня 2024     |
| 300     | PL-1413                           | 29 липня 2024     |
| 300     | In the Mood to Feud               | 30 липня 2024     |
| 301     | Mooned!                           | 31 липня 2024     |
| 301     | Hysterical History                | 1 серпня 2024     |
| 302—303 | Kreepaway Kamp                    | 10 жовтня 2024    |
| 304     | Snow Yellow and the Seven Jellies | 16 листопада 2024 |
| 305     | The Dirty Bubble Bass             | 18 листопада 2024 |
| 305     | Sheldon SquarePants               | 19 листопада 2024 |
| 306     | Sandy's Country Christmas         | 2 грудня 2024     |